# 对小区别的自恋
在精神分析学中，对小区别的自恋（英语：narcissism of small differences）是这样一种观点，即一段关系或一个团体中越有共同点，其中的人就越有可能因为对彼此细微区别的过度敏感而陷入人际不和与相互嘲笑。这个词是西格蒙德·弗洛伊德在1917年基于英国人类学家欧内斯特·克劳利的早期工作创造的。克劳利的理论是，每个人都通过个人隔离禁忌而与他人区分，这实际上是一种对细微区别的自恋。

## 补充
自恋的人也有可能会把对自我的理想化“转嫁”到某个特定的人身上，但这是因为这个人和自己有着某种关系，比如是自己的恋人、老师。通过认同这个人和强调自己与他的关系，自恋者可以体验到自我膨胀感。这种对他人的理想化，最终还是落回了他们自己身上。